# Pseudaphya
Pseudaphya is een monotypisch geslacht van straalvinnige vissen uit de familie van grondels (Gobiidae). Het geslacht is voor het eerst wetenschappelijk beschreven in 1930 door Iljin.

## Soort
- Pseudaphya ferreri (de Buen & Fage, 1908)